# Тешкилят-и Махсуса
Тешкилят-и Махсуса (осман. تشکیلات مخصوصه‎, специальная организация) — подразделение вооружённых сил Османской империи, занимавшееся контрразведкой. Подчинялось Военному министерству. Тешкилят-и Махсуса было предшественником Национальной службы безопасности Турции (тур. Milli Emniyet Hizmeti).
Главными целями Тешкилят-и Махсуса было уничтожение армян, подавление арабского национализма и сепаратизма, а также устранение влияния западного империализма в пределах Османской империи
. Тешкилят-и Махсуса насчитывала до 34 000 членов и в значительной степени состояла из «четтес» — выпущенных из тюрем преступников, подчинявшаяся непосредственно Талаат-паше.

## История

Эмблема Тешкилят-и Махсуса

Один из руководителей младотурок Энвер-паша основал Тешкилят-и Махсуса 17 ноября 1913 года по рекомендации посла Великобритании Стартфорта Каннинга. Первым начальником службы стал бывший главнокомандующий войсками Гюмюрджинской республики Сулейман Аскери.
Своё существование Тешкилят-и Махсуса закончило в 1921 году, когда Ататюрк сформировал Общество национальной обороны (тур. Müdafaa-i Milliye Cemiyeti), которое возглавил бывший шеф Тешкилят-и Махсуса Хюсаметтин Эрктюрк

## Известные члены
Энвер-паша
Мустафа Кемаль
Сюлейман Аскери
Зенки Муса
Рауф Орбай
Черкез Этхем
Мехмет Акиф Эрсой
Али Фетхи Окьяр